# 印地安溪聚居地 (印第安納州)
印地安溪聚居地（英語：Indian Creek Settlement）是位於美國印第安納州諾克斯縣的一個非建制地區。該地的面積和人口皆未知。